# SN 2000K
SN 2000K – supernowa typu Ia odkryta 28 lutego 2000 roku w galaktyce M+09-19-191. W momencie odkrycia miała maksymalną jasność 16,60m.